# Бруэй, Изабель
Изабе́ль Бруэ́й (фр. Isabelle Broué) — французский кинорежиссёр, сценарист и актриса.

## Биография
Изабель Бруэй — режиссёр и сценарист, родившийся в 1968 году во Франции. В 1994 году она окончила киношколу «Ля Феми».
Она написала сценарий к одному из ранних фильмов Франсуа Озона — короткометражке «Увидеть море». Она является автором нескольких короткометражных фильмов, документальном фильм о математике Анри Картана. Её первый художественный фильм, «Удовольствие мое», выпущенный в 2004 году, получил хорошие отзывы критиков.
Её сестра — журналист и радио продюсер Кэролайн Бруэй, а отец — математик Мишель Бруэй, а дед — историк Пьер Бруэй.

## Фильмография (на языке оригинала)

### Режиссёр и сценарист
- 1993 : Chocolat amer
- 1994 : Presse-citron
- 1998 : Les Jours bleus
- 2000 : À corps perdu
- 2004 : Tout le plaisir est pour moi
- 2016 : Lutine

### Режиссёр
- 1995 : Henri Cartan, une vie de mathématicien
- 2000 : Paris-Deauville

### Сценарий
- 1995 : Corps inflammables]
- 1996 : À toute vitesse
- 1997 : Regarde la mer